# Mihailo Petrović-Njegoš
Succession
Prétendant au trône de Monténégro
7 mars 1921 – 24 mars 1986
(65 ans et 17 jours)
Mihailo Petrović-Njegoš (en serbe cyrillique : Михаило Петровић-Његош), né le 14 septembre 1908 à Podgorica et mort le 24 mars 1986 à Paris, est l'héritier du trône du Monténégro de 1921 à sa mort.

## Famille
Mihailo Petrović-Njegoš est le fils de Mirko Dimitri Petrović-Njegoš et de Natalija Konstantinović. Il est le neveu de Danilo Petrović-Njegoš et le petit-fils du roi Nicolas Ier de Monténégro, ses deux prédécesseurs à la tête de la dynastie Petrović-Njegoš.
En 1941, il épouse Geneviève Denise Charlotte Prigent (1919, Saint-Brieuc – 1990, Lannion), mais leur divorce est prononcé en 1949. En 1944, le prince Nikola Petrović-Njegoš, actuel prince héritier de Monténégro, naît de leur union. Après le divorce, Geneviève Prigent s'installe avec son fils à Paris puis à Trébeurden, dans les Côtes-d'Armor, où elle débutera une carrière d'orthoptiste,,,,.

## Biographie
En 1916, le royaume du Monténégro étant envahi par l'Autriche-Hongrie, le prince Mihailo quitte le pays avec le reste de la famille royale. En 1918, cet exil devient définitif quand le Monténégro est absorbé par le royaume de Serbie, qui s'unit ensuite à l'État des Slovènes, Croates et Serbes pour former le royaume des Serbes, Croates et Slovènes.
En 1921, après la mort de son grand-père et l'abdication de son oncle Danilo II, il devient roi titulaire de Monténégro.
Vivant en France au moment de l'invasion allemande, le prince et son épouse sont emmenés en Allemagne en 1941. Détenu dans  un château près du lac de Constance, il reçoit la visite de Joachim von Ribbentrop et du comte Galeazzo Ciano, qui lui annoncent leur intention de restaurer le royaume de Monténégro à son profit. Ne souhaitant pas collaborer avec les occupants de la Yougoslavie, il refuse leur offre et demeure détenu en Allemagne jusqu'à ce que sa tante, Hélène de Monténégro, reine d'Italie, obtienne la libération du couple en 1943. Ils rentrent en France mais il est arrêté au printemps 1944 par les autorités allemandes et transféré au château d'Eisenberg en Bohême en tant que « personnalité-otage ».
En 1947, sur invitation de Tito, il se rend en Yougoslavie : il n'était pas revenu depuis 1916 dans son royaume. Ayant peu de sympathie pour le nouveau régime, il en repart l'année suivante et joue ensuite un rôle actif dans les milieux dissidents serbes.